# Hrubeš
Hrubeš ist ein Familienname tschechischer Herkunft. Er geht auf das Adjektiv hrubý (deutsch grob) zurück, das im Alttschechischen die Bedeutung groß hatte.

## Varianten und Namensträger
Hrubesch, an die deutsche Rechtschreibung angepasste Form
- Christian Hrubesch (* 1951), österreichischer Politiker (FPÖ)
- Horst Hrubesch (* 1951), deutscher Fußballspieler und -trainer

Hrubešová, weibliche Form
- Markéta Hrubešová (* 1972), tschechische Schauspielerin